# Electronic Chart Display and Information System

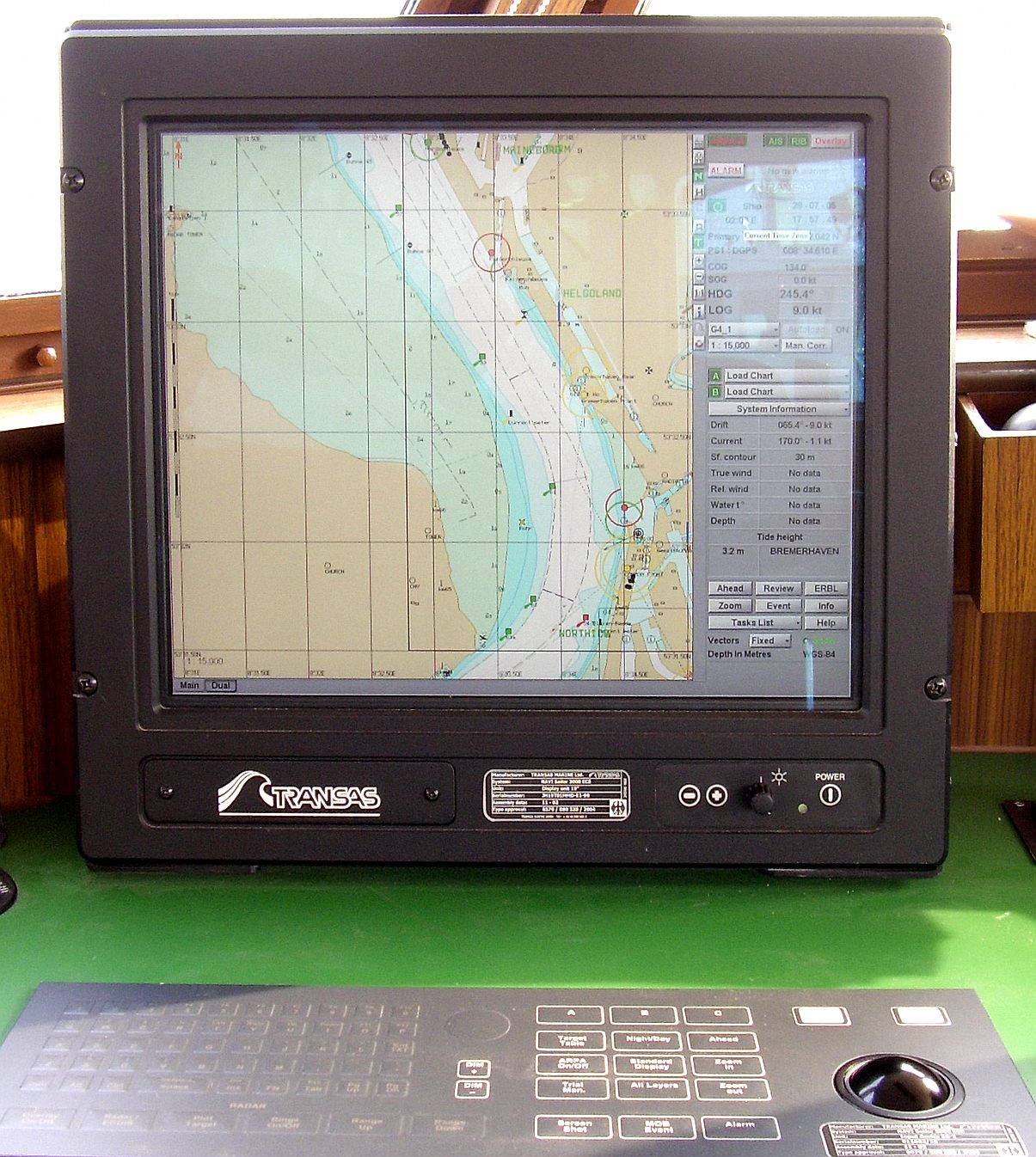
ECDIS uruchomiony na komputerze

Electronic Chart Display and Information System (pol. System Obrazowania Elektronicznych Map i Informacji Nawigacyjnych) – komputerowy system stosowany w nawigacji morskiej, zgodny ze standardami IMO, stanowiący ekwiwalent papierowych map morskich.
System wyświetla dane z cyfrowych map morskich, połączone z danymi z innych źródeł, takich jak GPS, kompas, echosonda, anemometr, AIS, ARPA. Można nanosić na mapy również informacje pogodowe. Głównym zadaniem systemu ECDIS jest planowanie oraz monitorowanie podróży.